# Scopula succrassula
Scopula succrassula är en fjärilsart som beskrevs av Louis Beethoven Prout 1931. Scopula succrassula ingår i släktet Scopula och familjen mätare. Inga underarter finns listade.